# Антипараллелограмм

Рис. 1. Антипараллелограмм

Антипараллелограмм, или контрпараллелограмм — плоский невыпуклый (самопересекающийся) четырёхугольник, в котором каждые две противоположные стороны равны между собой, но не параллельны, в отличие от параллелограмма. Длинные противоположные стороны пересекаются между собой в точке, находящейся между их концами; пересекаются между собой и продолжения коротких сторон.
Если четырёхугольник является антипараллелограммом, то его две пары противоположных сторон антипараллельны. Действительно, вершинами антипараллелограмма являются вершины равнобедренной трапеции, около которой всегда можно описать окружность (признак антипараллельности противоположных сторон). То есть боковые стороны равнобедренной трапеции антипараллельны, также антипараллельны диагонали равнобедренной трапеции (рис. 1).

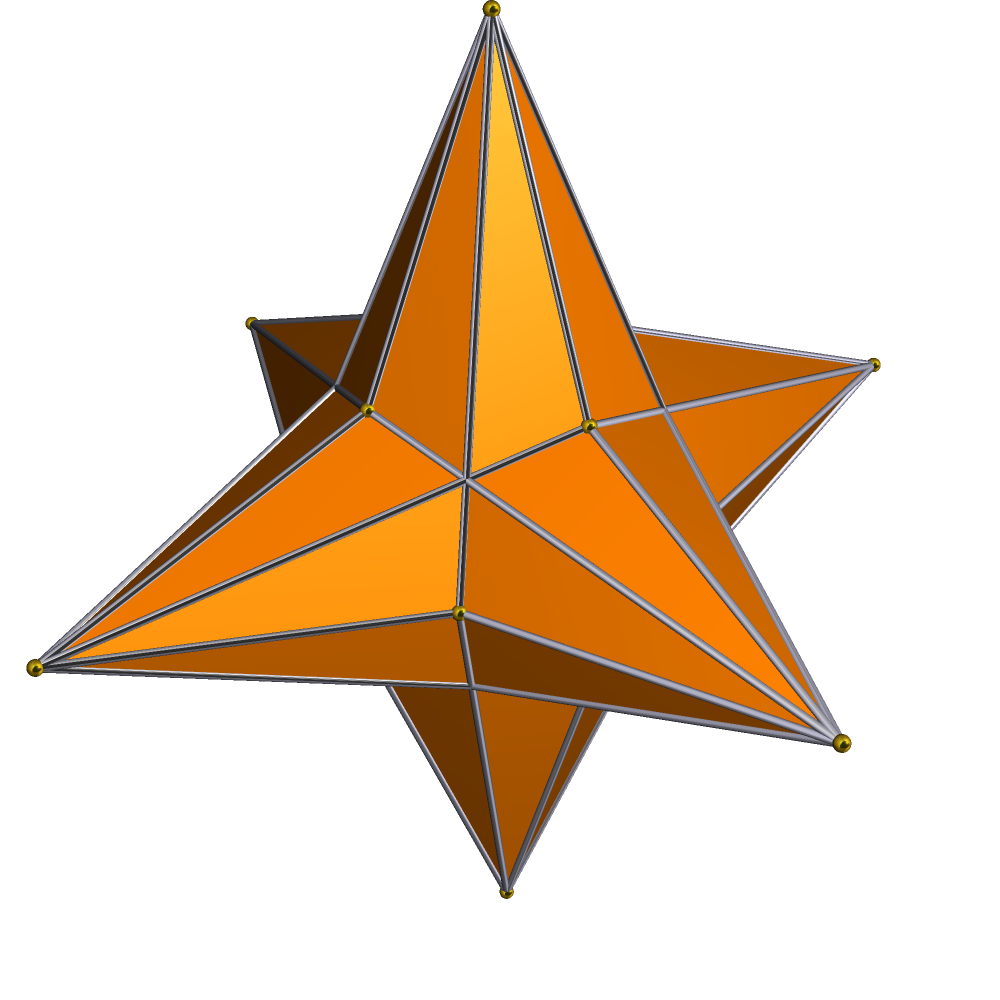
Рис. 2. Малый ромбогексакрон, многогранник с антипараллелограммами (образованные парой компланарных треугольников) в качестве его граней